# Вишніця Уштицька
Вишніця Уштицька (хорв. Višnjica) — населений пункт у Хорватії, у Сисацько-Мославинській жупанії у складі громади Ясеноваць.

## Населення
Населення за даними перепису 2011 року становило 144 осіб.
Динаміка чисельності населення поселення:

## Клімат
Середня річна температура становить 11,40 °C, середня максимальна – 25,92 °C, а середня мінімальна – -5,38 °C. Середня річна кількість опадів – 939 мм.
| Клімат поселення                              | Клімат поселення | Клімат поселення | Клімат поселення | Клімат поселення | Клімат поселення | Клімат поселення | Клімат поселення | Клімат поселення | Клімат поселення | Клімат поселення | Клімат поселення | Клімат поселення | Клімат поселення |
| Показник                                      | Січ.             | Лют.             | Бер.             | Квіт.            | Трав.            | Черв.            | Лип.             | Серп.            | Вер.             | Жовт.            | Лист.            | Груд.            |                  |
| Середній максимум, °C                         | 7,25             | 9,12             | 13,43            | 17,99            | 22,70            | 25,92            | 24,74            | 23,90            | 20,26            | 15,34            | 10,01            | 5,82             |                  |
| Середня температура, °C                       | 0,94             | 2,80             | 7,10             | 11,70            | 16,40            | 19,60            | 21,08            | 20,27            | 16,60            | 11,70            | 6,36             | 2,16             |                  |
| Середній мінімум, °C                          | −5,38            | −3,5             | 0,80             | 5,37             | 10,09            | 13,30            | 17,44            | 16,62            | 12,96            | 8,06             | 2,71             | −1,47            |                  |
| Норма опадів, мм                              | 60               | 55               | 64               | 80               | 83               | 94               | 86               | 87               | 81               | 85               | 91               | 73               |                  |
| Середньомісячна швидкість вітру, м/с          | 1.60             | 1.81             | 2.20             | 2.10             | 1.98             | 1.80             | 1.79             | 1.60             | 1.60             | 1.60             | 1.63             | 1.70             |                  |
| Середньомісячна сонячна радіація, кДж/м²·день | 4316             | 7164             | 10993            | 15380            | 19698            | 21995            | 22828            | 20044            | 14817            | 9164             | 4845             | 3569             |                  |
| --------------------------------------------- | ---------------- | ---------------- | ---------------- | ---------------- | ---------------- | ---------------- | ---------------- | ---------------- | ---------------- | ---------------- | ---------------- | ---------------- | ---------------- |
| Джерело:                                      |                  |                  |                  |                  |                  |                  |                  |                  |                  |                  |                  |                  |                  |